# Sanja Čeković
Sanja Čeković (en serbe cyrillique : Сања Чековић ; née le 26 décembre 1957 à Kotor) est une femme politique serbe. Elle est vice-présidente du groupe parlementaire « Ensemble pour la Serbie » à l'Assemblée nationale de la république de Serbie.

## Parcours
Lors des élections législatives serbes de 2012, Sanja Čeković participe à la coalition Un choix pour une vie meilleure, soutenue par Boris Tadić, le président sortant. La liste recueille 863 294 voix, soit 22,06 % des suffrages, ce qui lui vaut 67 sièges à l'Assemblée ; elle est élue députée.
À l'Assemblée, elle est inscrite au groupe parlementaire « Ensemble pour la Serbie », présidé par Dušan Petrović, un dissident du Parti démocratique, et dont elle est la vice-présente ; elle participe aux travaux de la Commission du travail, des questions sociales, de l'intégration sociale et de la réduction de la pauvreté.